# 탈로

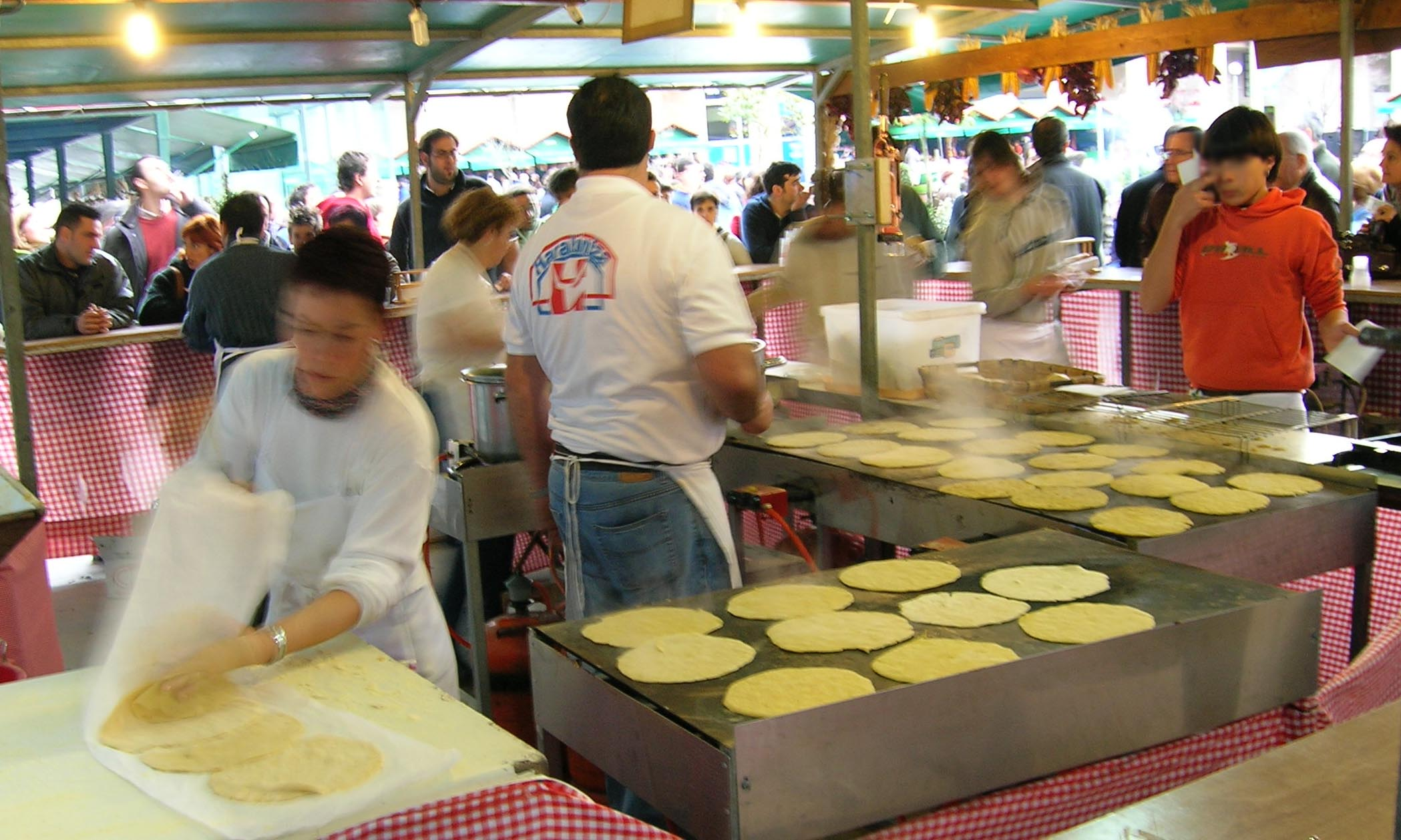
비스카이아도에서 탈로를 만드는 모습

탈로(Talo 또는 Talau, 바스크어 발음: [talo])는 옥수수 가루, 물 및 약간의 소금으로 만든 메소아메리카의 전통적인 옥수수 토르티야와 유사한 바스크 지방의 전형적인 음식이다. 그것은 둥글고 탈로 버니(talo burni, "talo iron")라는 따뜻한 금속 판자에서 요리된다. 다양한 토핑과 함께 단독으로 먹을 수 있으며 다양한 음식의 랩으로도 활용된다.

## 역사
1520년 옥수수가 미국에서 바스크 농업에 도입된 후 탈로가 준비되었다. 탈로는 바스크 가정에서 빵으로 사용되었고 남은 것은 때때로 우유와 섞어 수프와 비슷한 것을 만들어 저녁 식사로 먹었다. 특별한 날에만 먹을 수 있도록. 빌바오와 도노스티아에서는 매년 12월 21일에 열리는 성 토마스 박람회에서 필수 요소이다. 1930년대에 노동자들은 음식을 탈로에 싸서 들판으로 가져갔다. 1930년대에는 광부들도 탈로를 먹었고, 이후에는 공장 노동자들도 먹었다.
요즘에는 차콜리(txakoli)를 마시면서 치스토라(txistorra, 얇은 초리소의 일종)와 함께 먹는다. 때로는 우유와 함께 먹으며 달걀 프라이, 판체타 튀김(바스크어 xingar, 프랑스어 벤트레슈) 또는 튀긴 바욘 햄, 오소이라티와 같은 치즈, 초콜릿 또는 꿀과 함께 먹는다. 프랑스 바욘(Bayonne)에서는 노점상들이 연례 바욘 햄 박람회(Bayonne Ham Fair) 기간 동안 탈로를 공급한다.